# Гланумский мавзолей
Юлиев мавзолей в Глануме — монументальный памятник древнеримского периода, являющийся частью руин античного города Гланум на территории коммуны Сен-Реми-де-Прованс во французском департаменте Буш-дю-Рон.
Здание было построено приблизительно 30-20 годах до н. э. представителями романизированной галльской семьи. Строительство финансировалось тремя братьями, сыновьями Гая Юлия, а сам мавзолей возводился в память их отца и деда. Название мавзолея указывает на то, что семья, по-видимому, получила римское гражданство за поддержку, оказанную Юлию Цезарю во время Галльской войны. Поскольку погребальная камера обнаружена не была, нет чёткой уверенности, являлось ли это здание мавзолеем или кенотафом.
Мавзолей состоит из трёх частей. Нижний этаж украшен рельефами, изображающими солдат и сцены охоты, напоминая этим крупные римские саркофаги. Центральная часть имеет форму ворот с четырьмя входами (тетрапилон). Её архивольты зазубрены в форме голов Медузы, архитрав украшен изображениями морских чудовищ, драконов, грифонов и тритонов, а на трёх стенах — также изображениями держателей солнечного диска. На верхней части ворот высечена надпись на латыни:
SEX[tus] L[ucius] M[arcus] IVLIEI C[ai] F[ilii] PARENTIBVS SVEIS
Перевод:
Секс[т], Л[уций] и М[арк], д[ети] Г[ая] Юлия, своим родителям
Верхняя часть здания представляет собой небольшой моноптер. Внутри него находятся две статуи, изображающие мужчин, одетых в тоги, — предположительно тех, памяти которых был посвящён мавзолей. Оригинальный головы этих статуй не сохранились, а нынешние добавлены в ходе проводившейся в XIX веке реконструкции.